# Pięknotka (jasnotowate)

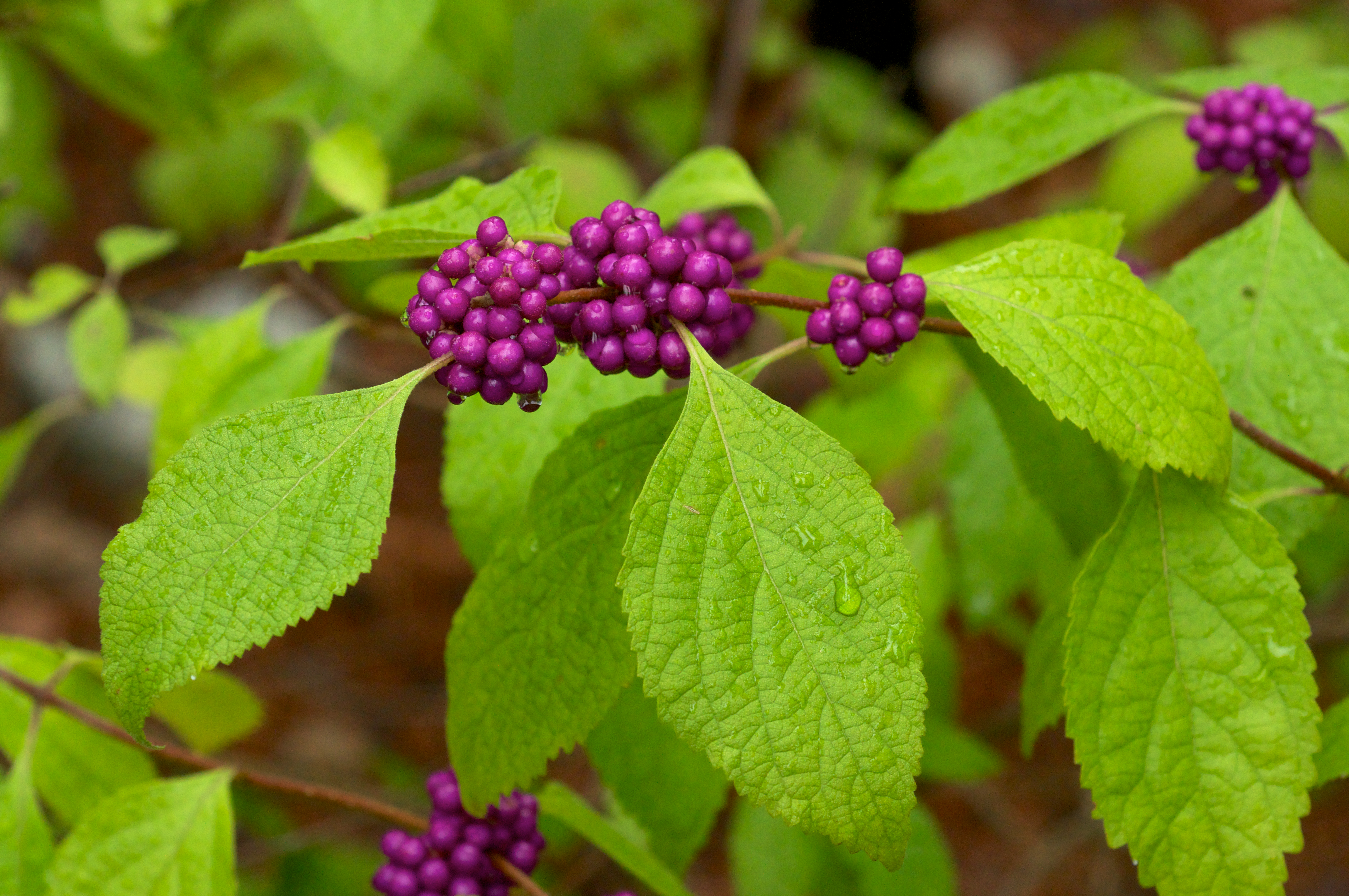
Pięknotka amerykańska

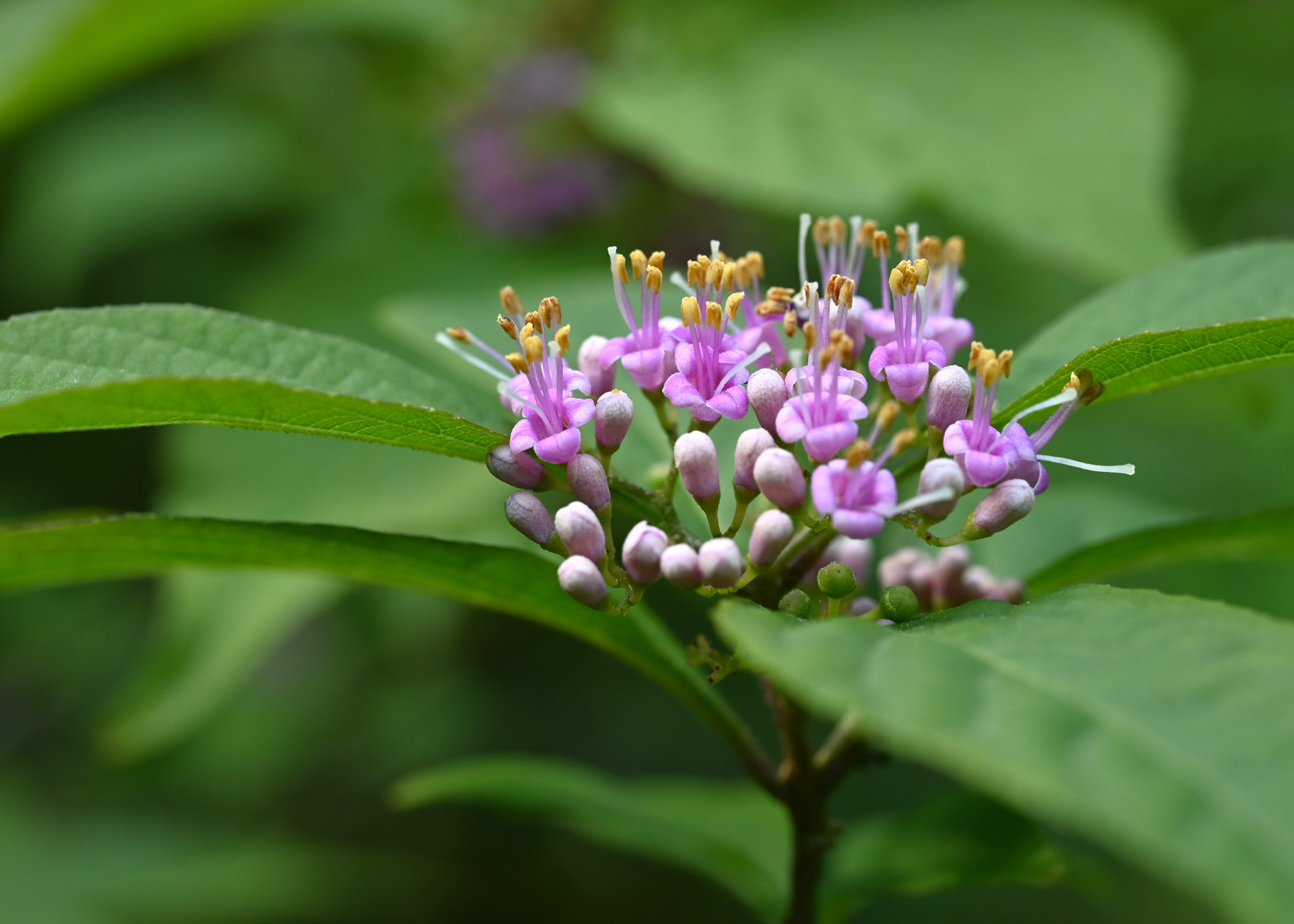
Kwitnąca pięknotka Bodiniera

Pięknotka, poładnia (Callicarpa L.) – rodzaj roślin należących do rodziny jasnotowatych. Obejmuje ok. 140–170 gatunków.
Rośliny te występują w strefie tropikalnej i subtropikalnej, zwłaszcza w południowej i południowo-wschodniej Azji (w samych Chinach 48 gatunków) oraz północnej Australii. Mniej liczne gatunki rosną w tropikalnej Afryce i Ameryce Środkowej, a bardzo nieliczne w strefie klimatu umiarkowanego w Azji wschodniej (po Japonię na północy) i w Ameryce Północnej.
Różne gatunki z tego rodzaju uprawiane są jako ozdobne, w szczególności za efektowną z powodu wielkiej ilości fioletowych owoców uważana jest pięknotka Bodiniera w odmianie Giralda (var. giraldii). Ze względu na konieczność zapylenia krzyżowego dla zawiązania owoców zalecane jest sadzenie krzewów z tego rodzaju w grupach. W strefie klimatu umiarkowanego przemarzają podczas surowszych zim, przy czym za gatunek najbardziej odporny na mrozy uchodzi zarazem najbardziej ozdobny, czyli pięknotka Bodiniera.
Niektóre gatunki (m.in. pięknotka amerykańska) są wykorzystywane jako rośliny lecznicze, inne do wyrobu trucizn na ryby.

## Morfologia

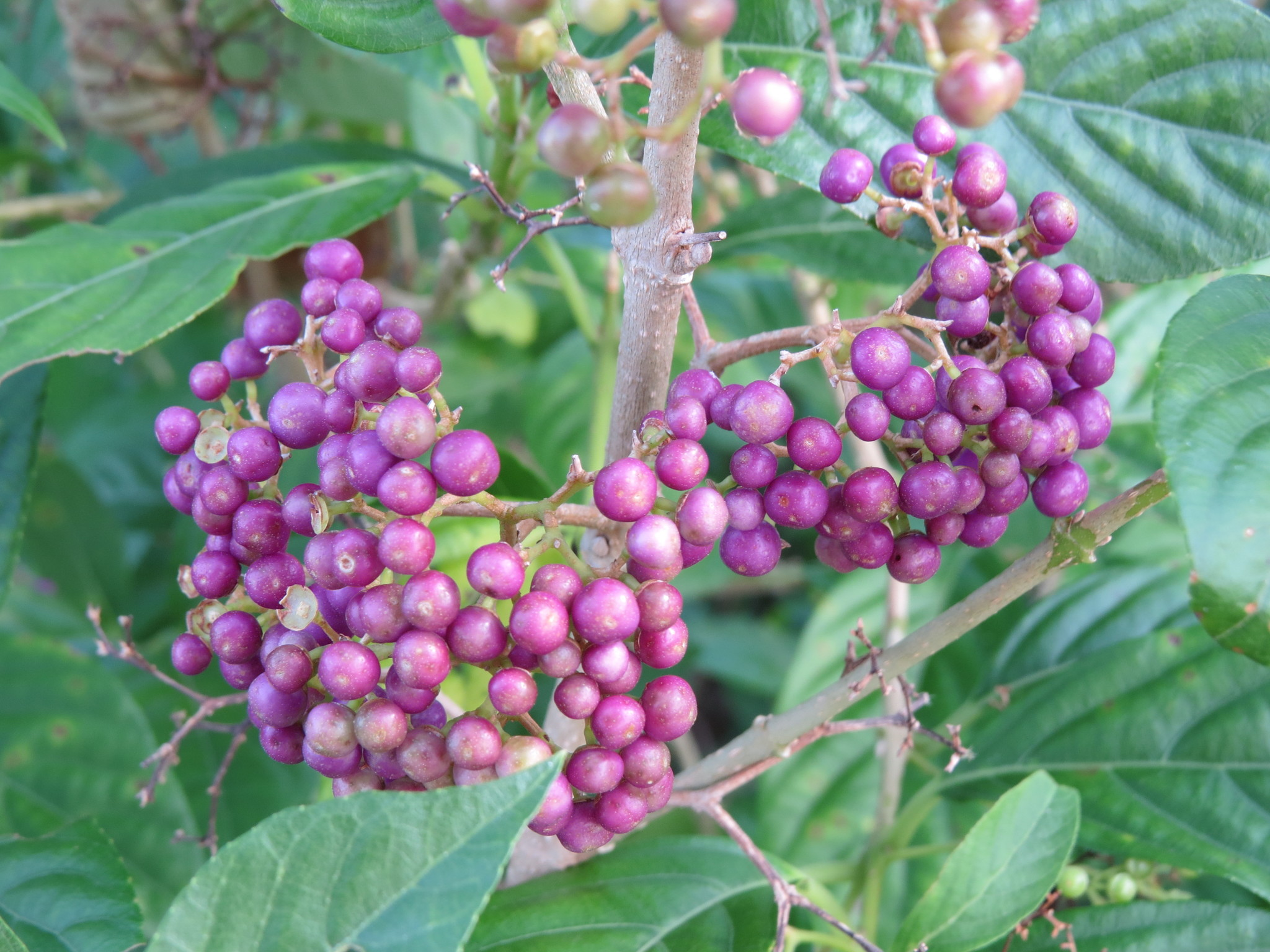
Owoce pięknotki japońskiej odm. luxurians

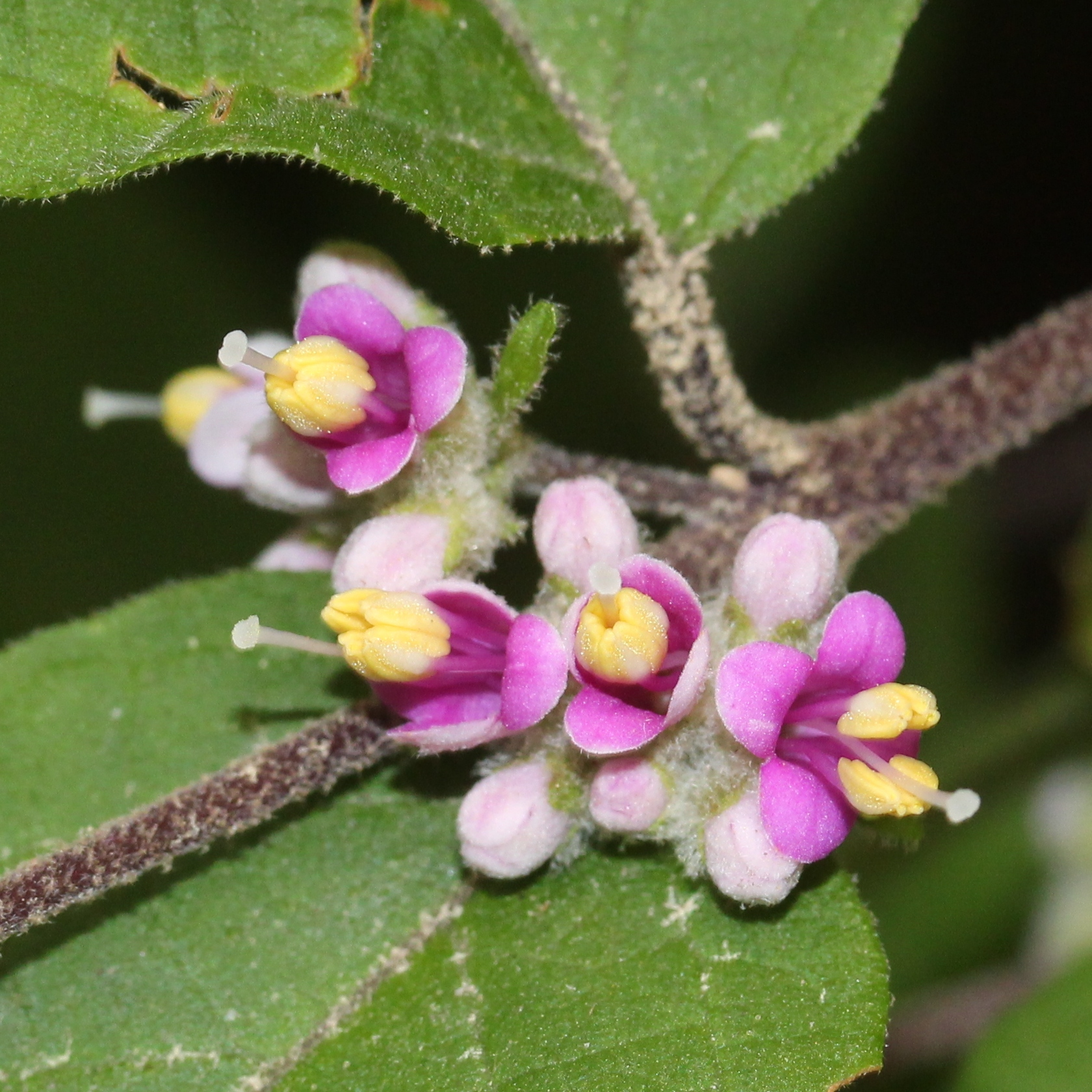
Kwiaty Callicarpa mollis

PokrójKrzewy do 3 m wysokości i niewysokie drzewa, rzadziej liany. Pędy okrągłe lub czterokanciaste pokryte włoskami gwiazdkowatymi lub tarczkowatymi, rzadziej pojedynczymi lub haczykowatymi.
LiścieUlistnienie naprzeciwległe (czasem liście wyrastają po trzy w okółku). Liście opadające zimą lub zimozielone, wyraźnie ząbkowane lub piłkowane i zaostrzone, zwykle owłosione. Osadzone na krótkich ogonkach.
KwiatyDrobne, wonne, zebrane w gęstych lub luźnych wierzchotkach wyrastających w kątach liści, wsparte lancetowatymi przysadkami. Kielich zrosłodziałkowy, dzwonkowaty, z 4 ząbkami na szczycie (nie powiększa się w czasie owocowania). Korona różowa lub jasnoniebieska. U nasady zrośnięte płatki tworzą rurkę, czasem dzwonkowato rozszerzającą się ku gardzieli, zakończoną czterema łatkami niewiele wystającymi ponad kielich (korona promienista). Cztery pręciki na cienkich nitkach, zwykle wystają rurki korony, z pylnikami jajowatymi lub podługowatymi, otwierającymi się podłużnymi pęknięciami lub okrągłymi porami. Zalążnia złożona z dwóch komór, w każdej komorze z dwoma zalążkami. Szyjka słupka pojedyncza, dłuższa od pręcików, rozgałęziona palczasto w obrębie znamienia.
OwoceMięsiste, kuliste pestkowce, zawierające cztery pestki z pojedynczymi nasionami.

## Systematyka

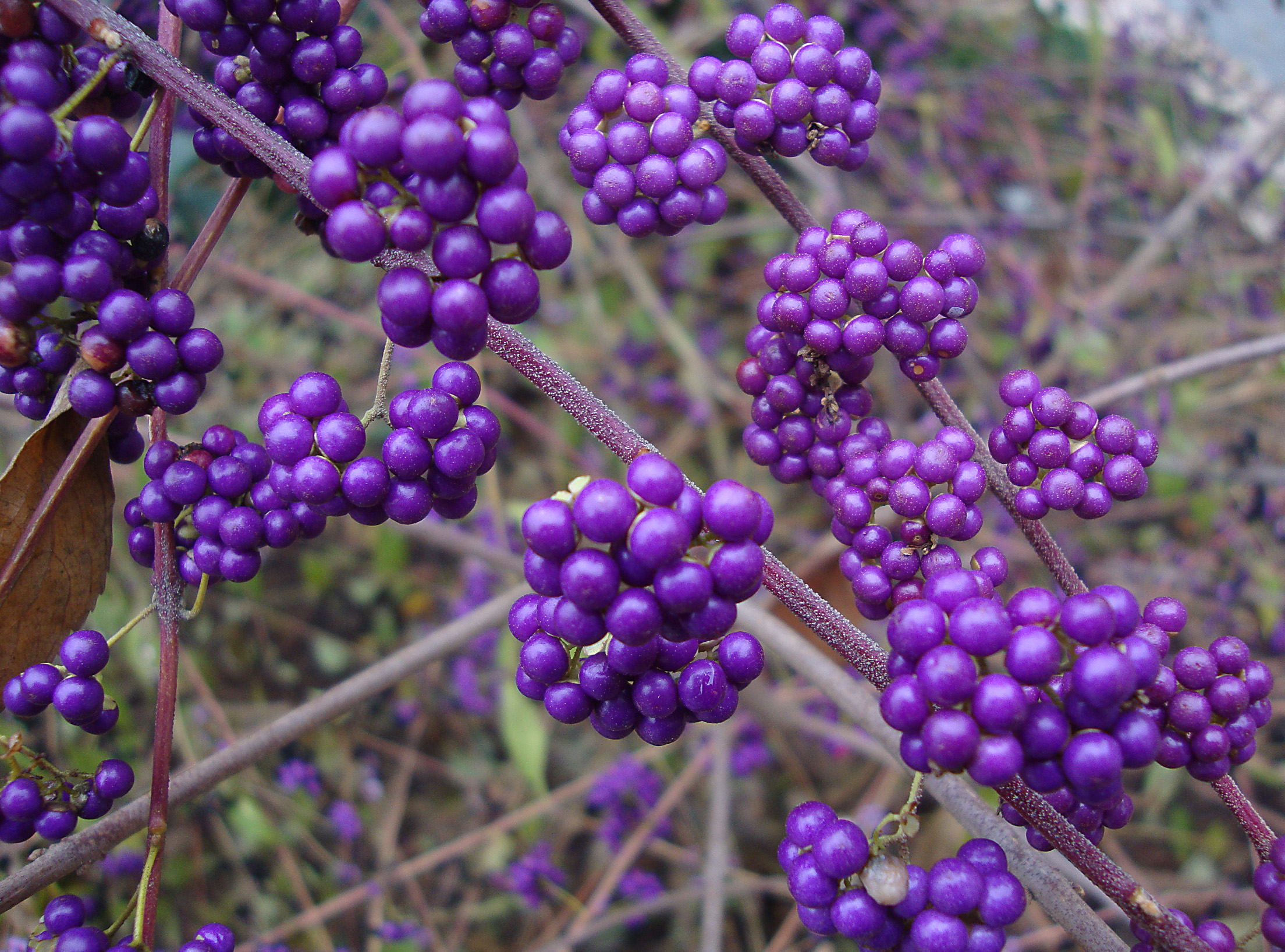
Callicarpa shikokiana

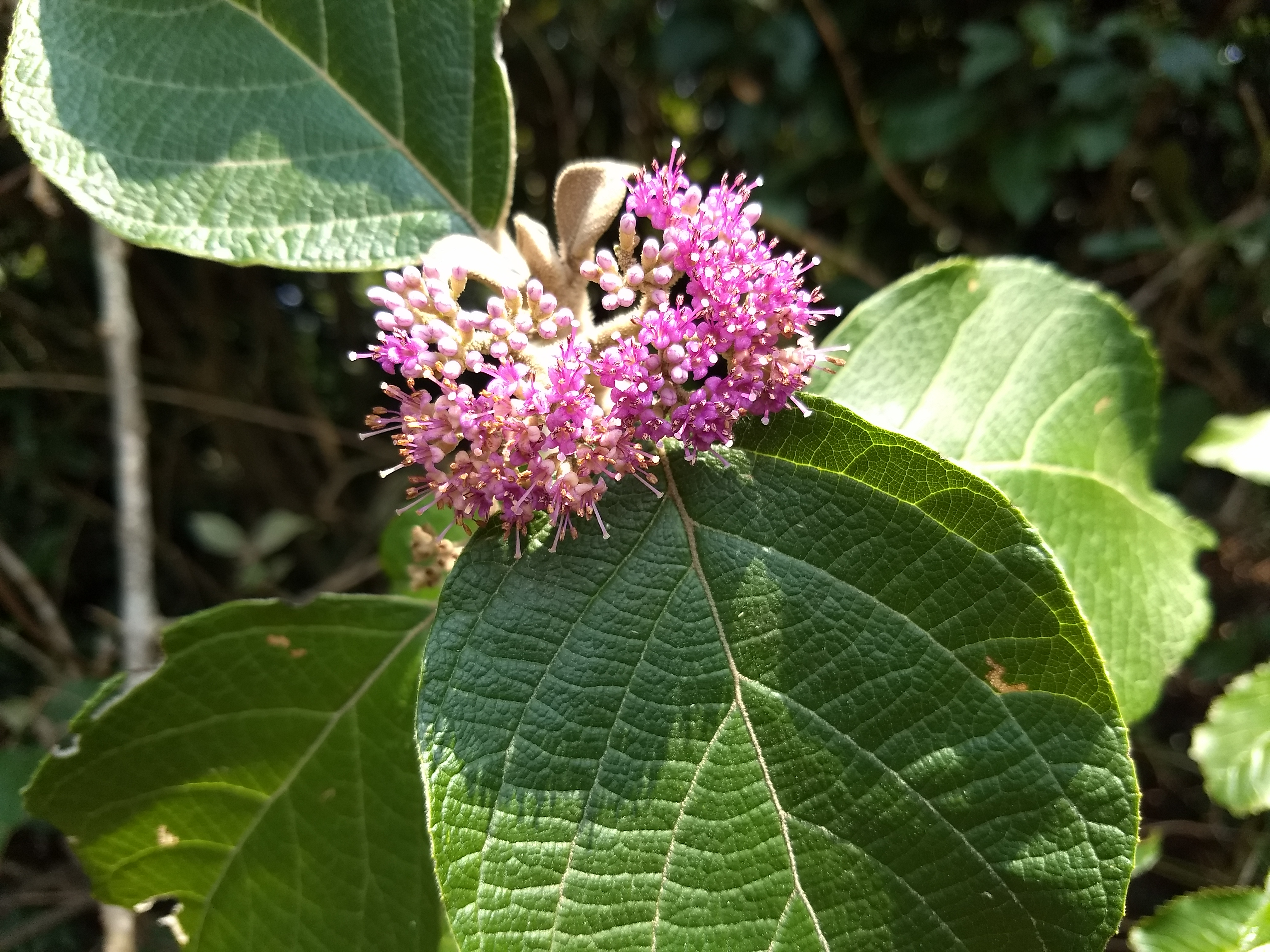
Callicarpa tomentosa

Rodzaj umieszczany był w obrębie rodziny werbenowatych Verbenaceae, później jasnotowatych Lamiaceae jako takson o niejasnej pozycji taksonomicznej (incertae sedis). Na The Angiosperm Webpage klasyfikowany jest w obrębie jasnotowatych do monotypowej podrodziny Callicarpoideae Bo Li & Olmstead.
Wykaz gatunków
- Callicarpa aculeolata Schauer
- Callicarpa acuminata Kunth
- Callicarpa acutidens Schauer
- Callicarpa acutifolia C.H.Chang
- Callicarpa albidotomentella Merr.
- Callicarpa alongensis Dop
- Callicarpa americana L. – pięknotka amerykańska
- Callicarpa ampla Schauer
- Callicarpa angusta Schauer
- Callicarpa angustifolia King & Gamble
- Callicarpa anisophylla C.Y.Wu ex W.Z.Fang
- Callicarpa anomala (Ridl.) B.L.Burtt
- Callicarpa apoensis Elmer
- Callicarpa arborea Roxb.
- Callicarpa areolata Urb.
- Callicarpa argentii Bramley
- Callicarpa badipilosa S.Atkins
- Callicarpa barbata Ridl.
- Callicarpa basilanensis Merr.
- Callicarpa basitruncata Merr. ex Moldenke
- Callicarpa baviensis Moldenke
- Callicarpa bodinieri H.Lév. – pięknotka Bodiniera
- Callicarpa bodinieroides R.H.Miao
- Callicarpa borneensis Moldenke
- Callicarpa bracteata Dop
- Callicarpa brevipes (Benth.) Hance
- Callicarpa brevipetiolata Merr.
- Callicarpa brevistyla Munir
- Callicarpa bucheri Moldenke
- Callicarpa candicans (Burm.f.) Hochr.
- Callicarpa cathayana C.H.Chang
- Callicarpa caudata Maxim.
- Callicarpa cauliflora Merr.
- Callicarpa cinnamomea (Hallier f.) Govaerts
- Callicarpa collina Diels
- Callicarpa coriacea Bramley
- Callicarpa crassinervis Urb.
- Callicarpa cubensis Urb.
- Callicarpa cuneifolia Britton & P.Wilson
- Callicarpa denticulata Merr.
- Callicarpa dentosa (H.T.Chang) W.Z.Fang
- Callicarpa dichotoma (Lour.) K.Koch – pięknotka rozwidlona
- Callicarpa dolichophylla Merr.
- Callicarpa elegans Hayek
- Callicarpa endertii (Moldenke) Bramley
- Callicarpa erioclona Schauer
- Callicarpa erythrosticta Merr. & Chun
- Callicarpa fasciculiflora Merr.
- Callicarpa ferruginea Sw.
- Callicarpa flavida Elmer
- Callicarpa floccosa Urb.
- Callicarpa formosana Rolfe
- Callicarpa fulva A.Rich.
- Callicarpa fulvohirsuta Merr.
- Callicarpa furfuracea Ridl.
- Callicarpa gibaroana Baro & P.Herrera
- Callicarpa giraldii Hesse ex Rehder
- Callicarpa glabra Koidz.
- Callicarpa glabrifolia S.Atkins
- Callicarpa gracilipes Rehder
- Callicarpa grandiflora (Hallier f.) Govaerts
- Callicarpa grisebachii Urb.
- Callicarpa havilandii (King & Gamble) H.J.Lam
- Callicarpa heterotricha Merr.
- Callicarpa hispida (Moldenke) Bramley
- Callicarpa hitchcockii Millsp.
- Callicarpa homoeophylla (Hallier f.) Govaerts
- Callicarpa hungtaii C.Pei & S.L.Chen
- Callicarpa hypoleucophylla T.P.Lin & J.L.Wang
- Callicarpa inaequalis Teijsm. & Binn. ex Bakh.
- Callicarpa integerrima Champ. ex Benth.
- Callicarpa involucrata Merr.
- Callicarpa japonica Thunb. – pięknotka japońska
- Callicarpa kerrii Leerat. & A.J.Paton
- Callicarpa kinabaluensis Bakh. & Heine
- Callicarpa kochiana Makino
- Callicarpa kwangtungensis Chun
- Callicarpa laciniata H.J.Lam
- Callicarpa lamii Hosok.
- Callicarpa lancifolia Millsp.
- Callicarpa leonis Moldenke
- Callicarpa lingii Merr.
- Callicarpa loboapiculata Metcalf
- Callicarpa longibracteata C.H.Chang
- Callicarpa longifolia Lam.
- Callicarpa longipes Dunn
- Callicarpa longipetiolata Merr.
- Callicarpa longissima (Hemsl.) Merr.
- Callicarpa luteopunctata C.H.Chang
- Callicarpa macrophylla Vahl
- Callicarpa madagascariensis Moldenke
- Callicarpa maestrensis Urb.
- Callicarpa magnifolia Merr.
- Callicarpa maingayi King & Gamble
- Callicarpa megalantha Merr.
- Callicarpa membranacea C.H.Chang
- Callicarpa merrillii Moldenke
- Callicarpa micrantha Vidal
- Callicarpa moana Borhidi & O.Muñiz
- Callicarpa moldenkeana A.Rajendron & P.Daniel
- Callicarpa mollis Siebold & Zucc.
- Callicarpa nigrescens Merr.
- Callicarpa nipensis Britton & P.Wilson
- Callicarpa nishimurae Koidz.
- Callicarpa nudiflora Hook. & Arn.
- Callicarpa oblanceolata Urb.
- Callicarpa obtusifolia Merr.
- Callicarpa oligantha Merr.
- Callicarpa oshimensis Hayata
- Callicarpa pachyclada Quisumb. & Merr.
- Callicarpa paloensis Elmer
- Callicarpa parvifolia Hook. & Arn.
- Callicarpa pauciflora Chun ex H.T.Chang
- Callicarpa pedunculata R.Br.
- Callicarpa peichieniana H.Ma & W.B.Yu
- Callicarpa pentandra Roxb.
- Callicarpa petelotii Dop
- Callicarpa phanerophlebia Merr.
- Callicarpa phuluangensis Leerat. & A.J.Paton
- Callicarpa pilosissima Maxim.
- Callicarpa pingshanensis C.Y.Wu ex W.Z.Fang
- Callicarpa platyphylla Merr.
- Callicarpa plumosa Quisumb. & Merr.
- Callicarpa prolifera C.Y.Wu
- Callicarpa pseudorubella C.H.Chang
- Callicarpa psilocalyx C.B.Clarke
- Callicarpa pullei (H.J.Lam) Govaerts
- Callicarpa quaternifolia (Hallier f.) Govaerts
- Callicarpa ramiflora Merr.
- Callicarpa ramosii (Moldenke) Govaerts
- Callicarpa randaiensis Hayata
- Callicarpa remotiflora T.P.Lin & J.L.Wang
- Callicarpa remotiserrulata Hayata
- Callicarpa resinosa C.Wright & Moldenke
- Callicarpa reticulata Sw.
- Callicarpa revoluta Moldenke
- Callicarpa ridleyi S.Moore
- Callicarpa roigii Britton
- Callicarpa rubella Lindl.
- Callicarpa rudis S.Moore
- Callicarpa ruptofoliata R.H.Miao
- Callicarpa saccata Steenis
- Callicarpa salicifolia C.Pei & W.Z.Fang
- Callicarpa scandens (Moldenke) Govaerts
- Callicarpa selleana Urb. & Ekman
- Callicarpa shaferi Britton & P.Wilson
- Callicarpa shikokiana Makino
- Callicarpa simondii Dop
- Callicarpa siongsaiensis Metcalf
- Callicarpa sordida Urb.
- Callicarpa stapfii Moldenke
- Callicarpa stenophylla Merr.
- Callicarpa subaequalis Bramley
- Callicarpa subintegra Merr.
- Callicarpa subpubescens Hook. & Arn.
- Callicarpa superposita Merr.
- Callicarpa surigaensis Merr.
- Callicarpa takakumensis Hatus.
- Callicarpa teneriflora Bramley
- Callicarpa thozetii Munir
- Callicarpa tikusikensis Masam.
- Callicarpa tingwuensis C.H.Chang
- Callicarpa toaensis Borhidi & O.Muñiz
- Callicarpa tomentosa (L.) L.
- Callicarpa vansteenisii Moldenke
- Callicarpa vestita Wall. ex C.B.Clarke
- Callicarpa weberi Merr.
- Callicarpa woodii Merr.
- Callicarpa wrightii Britton & P.Wilson
- Callicarpa yunnanensis W.Z.Fang
- Callicarpa × shirasawana Makino – pięknotka Shirasawy
- Callicarpa × tosaensis Makino